# Franz Muncker

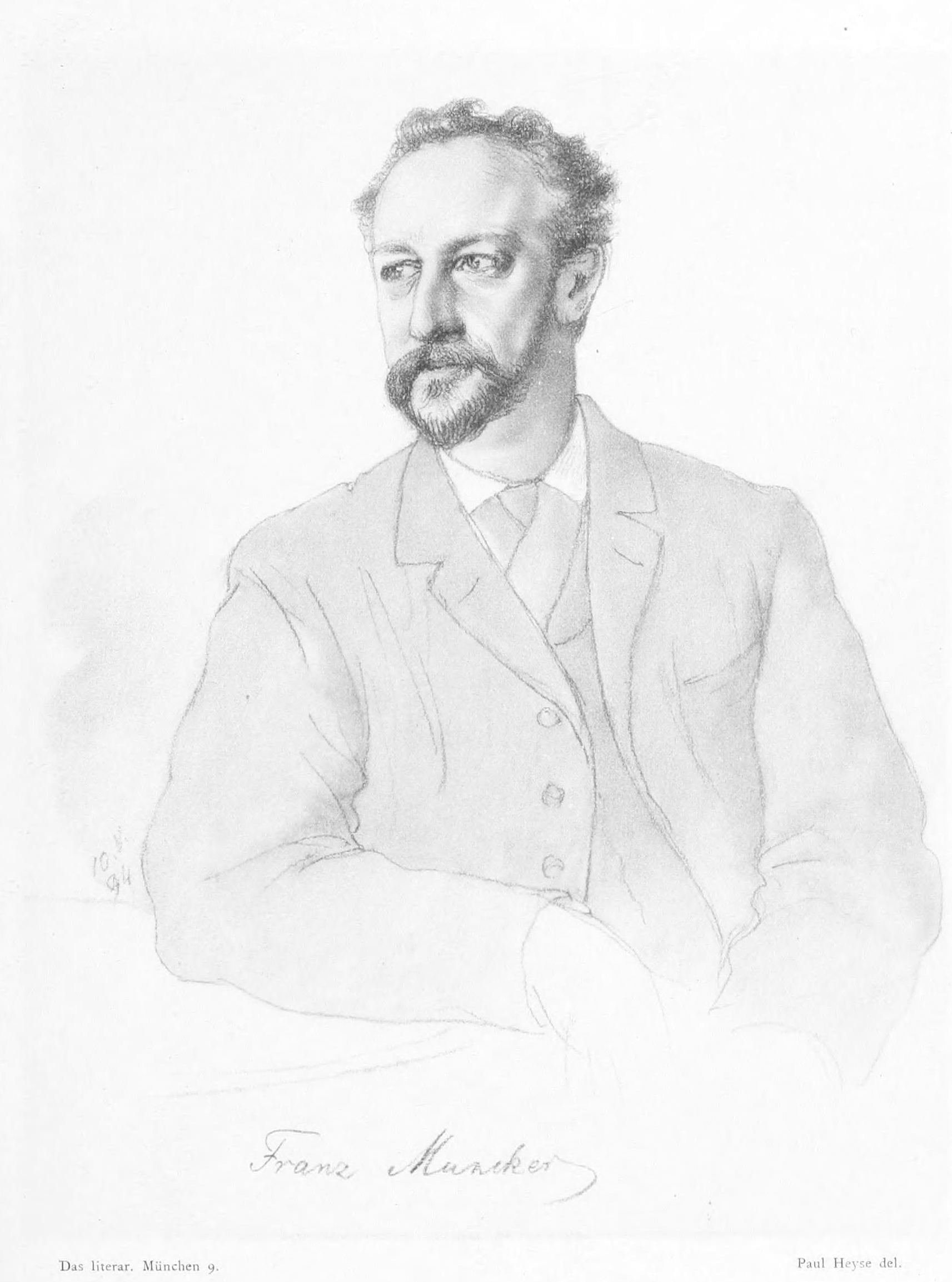
Franz Muncker gezeichnet von Paul Heyse

Franz Muncker (* 4. Dezember 1855 in Bayreuth; † 7. September 1926 in München) war ein deutscher Literaturhistoriker.

## Leben
Nach dem Besuch des Gymnasiums studierte der Sohn des Bayreuther Bürgermeisters Theodor von Muncker ab 1873 an der Ludwig-Maximilians-Universität München altdeutsche und altromanische Sprachen bei Konrad Hofmann und neuere Sprachen und Literatur bei Michael Bernays. 1876 gewann er einen von der Philosophischen Fakultät ausgeschriebenen Preis mit einer Schrift über das Verhältnis Gotthold Ephraim Lessings zu Klopstock. Er wurde 1878 mit einer Charakteristik Klopstocks promoviert, und die Habilitation erfolgte im nächsten Jahr mit einer Studie Über zwei kleinere deutsche Schriften Aventins. Ab 1879 unterrichtete er als Privatdozent, ab 1890 als Nachfolger von Bernays zunächst als außerordentlicher, ab 1896 bis zu seiner Emeritierung 1926 als ordentlicher Professor an der Universität München.
1883 legte Muncker einen Neudruck der ersten drei Gesänge von Klopstocks Messias, 1889 mit Jaro Pawel eine zweibändige kritische Edition der Oden des Dichters vor. Er verfasste mehrere Artikel für die Allgemeine Deutsche Biographie und einige kleinere Schriften über Johann Kaspar Lavater (1883), Friedrich Rückert (1890) und Richard Wagner (1891), betreute Leseausgaben von Werken Heinrich von Kleists, Wielands und Karl Leberecht Immermanns und besorgte mehrere Bände von Joseph Kürschners Deutschem Literatur-Kalender. Fast vierzig Jahre lang (von 1886 bis 1924) arbeitete er an der dreiundzwanzigbändigen historisch-kritischen Ausgabe der Schriften und Briefe Lessings, der dritten, durchgesehenen und erweiterten Auflage der erstmals von Karl Lachmann zwischen 1838 und 1840 edierten Werkedition. Bd. 22,2 dieser Ausgabe enthält eine von Muncker verfasste, gründliche Lessing-Bibliographie (Verzeichnis der Drucke von Lessings Schriften. 1747-1919).